# Palace Software
Palace Software è stata un'azienda britannica sviluppatrice e editrice in Europa di videogiochi, attiva tra il 1984 e il 1991. Pubblicò solo giochi per computer, prima della generazione a 8 bit (principalmente Commodore 64, ZX Spectrum, Amstrad CPC) e poi anche a 16 bit (Amiga, Atari ST, MS-DOS). Tra i suoi titoli più famosi ci sono Barbarian, Cauldron e Shoot'Em-Up Construction Kit.

## Storia
La Palace Software venne fondata nel gennaio 1984 da Peter Stone e Richard Leinfellner. Nei primi anni '80 Stone era direttore e Leinfellner commesso di The Video Palace, importante negozio di home video del gruppo Palace a Kensington High Street, Londra. Il negozio iniziò a vendere anche videogiochi per computer e successivamente iniziarono a presentarsi ragazzi che proponevano di vendere i giochi da loro sviluppati (Leinfellner ricorda che anche la madre di Jeff Minter era solita consegnare i giochi del figlio). Col tempo vennero contattati anche sviluppatori professionisti, finché nel 1983 Stone e Leinfellner decisero di realizzare i giochi in proprio. Lo proposero al capo del gruppo Palace, Nik Powell, che accettò di finanziare la nuova azienda come sussidiaria, fornendogli anche gli uffici in una proprietà del gruppo sopra lo Scala Cinema di Londra.
La Palace Home Video aveva i diritti di noleggio sul film La casa (The Evil Dead), che però venne bandito dalla censura nel Regno Unito con il Video Recordings Act 1984, evento che diede al film maggior celebrità. Stone e Leinfellner pensarono allora di acquisire i diritti per trarne un videogioco, che venne sviluppato inizialmente per Commodore 64. The Evil Dead fu il primo gioco programmato da Leinfellner, con grafica di Stone. Leinfellner stesso ammette che il gioco era scadente, ma i due impararono dai loro errori. Comunque The Evil Dead vendette abbastanza bene, nonostante qualche recensione sfavorevole, probabilmente grazie alla fama del film.
Per il successivo gioco vennero ingaggiati gli sviluppatori Steve Brown (artista e designer) e Stanley Schembri (aiuto programmatore). Si acquisirono i diritti per trarre un videogioco dalla saga di film Halloween, ma secondo Brown il progetto non stava venendo un granché. Tuttavia le zucche che aveva realizzato erano d'effetto, e da lì gli venne l'idea di creare un gioco molto differente. Così nel 1985 fu realizzato Cauldron, inizialmente per Commodore 64, e fu subito un successo. In seguito Leinfellner si convertì più in un produttore, lasciando il grosso della programmazione a Schembri. Richard Joseph venne assunto per il comparto sonoro e musicale. Passò oltre un anno senza la pubblicazione di nuovi titoli, ma la Palace Software accumulò vendite importanti all'estero, soprattutto in Francia e Germania. Nel 1986 arrivò un altro grosso successo con The Sacred Armour of Antiriad, che beneficiò molto del lavoro del nuovo artista assunto Dan
Malone.
Nel frattempo, dopo il successo di Cauldron e Cauldron II, a Steve Brown fu lasciata mano libera nell'ideare qualsiasi gioco. Appassionato di Frank Frazetta, Brown volle realizzare un gioco di combattimento alla spada più brutale e realistico possibile. Girò anche dei video con spade finte come riferimento per le animazioni. Nacque così Barbarian, il più grande successo della Palace in assoluto. Il combattimento era sorprendentemente complesso per l'epoca e notevole per la sua violenza. Barbarian è ricordato anche per la campagna pubblicitaria con la modella discinta Maria Whittaker, che causò qualche critica perché troppo spinta, ma diede ottimi risultati.
Nel 1988 lo sviluppo interno continuava con Barbarian II e Rimrunner, ma l'azienda volle potenziarsi come editrice di titoli realizzati esternamente. Nei tre anni seguenti pubblicò giochi della Sensible Software, Denton Designs, Delphine e altre.
Si pensò anche di fondare un nuovo marchio, Outlaw Productions, da dedicare ai titoli sviluppati esternamente; il primo prodotto Outlaw fu l'ambiente di sviluppo giochi Shoot'Em-Up Construction Kit per Commodore 64.
L'azienda cresceva, ma si fecero varie scelte sbagliate; secondo Leinfellner, allargando gli orizzonti la qualità peggiorò. Leinfellner stesso, scoraggiato, lasciò l'azienda per fondare la IDS. Nel 1991 il gruppo Palace, che stava entrando sempre più nel grosso giro di affari della produzione cinematografica, volle vendere diverse delle sue sussidiarie, inclusa la Palace Software. Essa fu acquisita dalla francese Titus Software e ne divenne di fatto la filiale britannica. I diversi giochi che erano in sviluppo vennero tutti abbandonati, tra cui Barbarian III che aveva già un design di base. In retrospettiva, secondo Stone il principale errore della Palace Software fu non espandere una forte squadra interna, e secondo Leinfellner non essere riusciti a far convertire Cauldron e Barbarian per la console SNES.
Stone e Leinfellner hanno continuato con carriere importanti nell'industria videoludica britannica: nel 2006 Stone era general manager della Konami UK e Leinfellner era vicepresidente e produttore esecutivo alla Electronic Arts.

## Videogiochi
Elenco estensivo dei giochi pubblicati. Per i titoli sviluppati da altre aziende ne è indicato il nome.
- Barbarian: The Ultimate Warrior (1987)
- Barbarian II: The Dungeon of Drax (1988)
- Bio Challenge (Delphine, 1989)
- Boston Bomb Club (Silmarils, 1991)
- Bricks (1984) per VIC-20[5]
- Cauldron (1985)
- Cauldron II: The Pumpkin Strikes Back (1986)
- Cosmic Pirate (Zippo Games, 1989), edito con marchio Outlaw
- Crystals of Arborea (Silmarils, 1991)
- Demoniak (1991)
- Dragons Breath (1990)
- The Evil Dead (1984)
- Future Wars (Delphine, 1989)
- Hot Rubber (Microïds, 1992)
- International 3D Tennis (Sensible, 1990)
- Rimrunner (1988)
- The Sacred Armour of Antiriad (1986)
- Shoot'Em-Up Construction Kit (Sensible, 1988), edito con marchio Outlaw
- Sliders (Microïds, 1991)
- Squish! (1984) per VIC-20[5]
- Stifflip & Co. (Binary Vision, 1987)
- Swap (Microïds, 1991)
- Troll (Denton Designs, 1988), edito con marchio Outlaw
- Voodoo Nightmare (Zippo Games, 1990)

Per i seguenti titoli la Palace sembra aver gestito solo la distribuzione in alcuni paesi.
- Castle Warrior (Delphine, 1991)
- Colorado (Silmarils, 1990)
- Metal Mutant (Silmarils, 1991)
- StarBlade (Silmarils, 1990)
- Titus the Fox: To Marrakech and Back (Titus, 1992)
- Valkyrie 17 (RamJam Corporation, 1984)

Hostile Breed per Amiga e Jekyll and Hyde per CDTV furono trattati in dettaglio dalla stampa, ma infine non pubblicati.